# Kerlingarfjöll

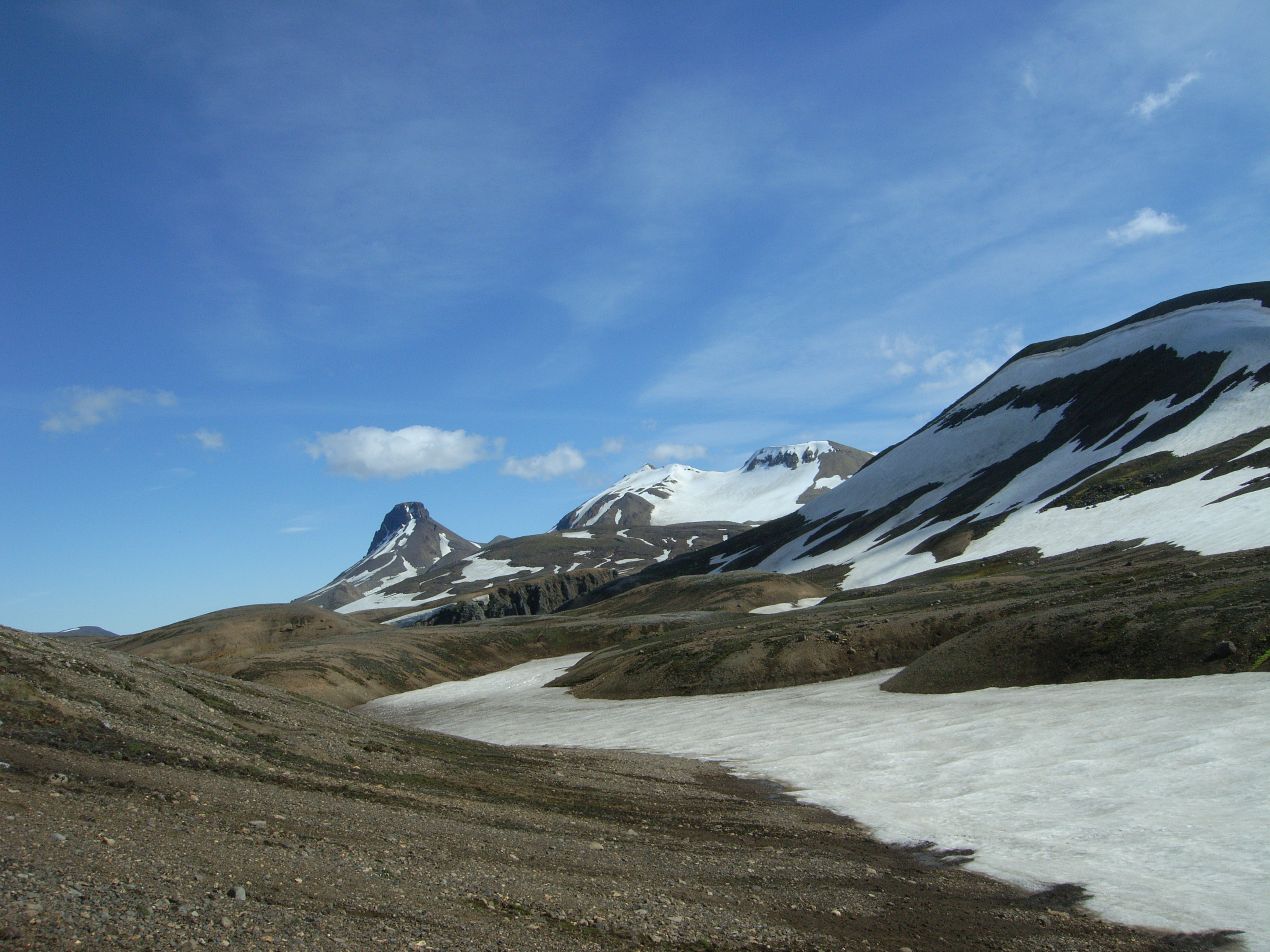
Gipfel der Kerlingarfjöll

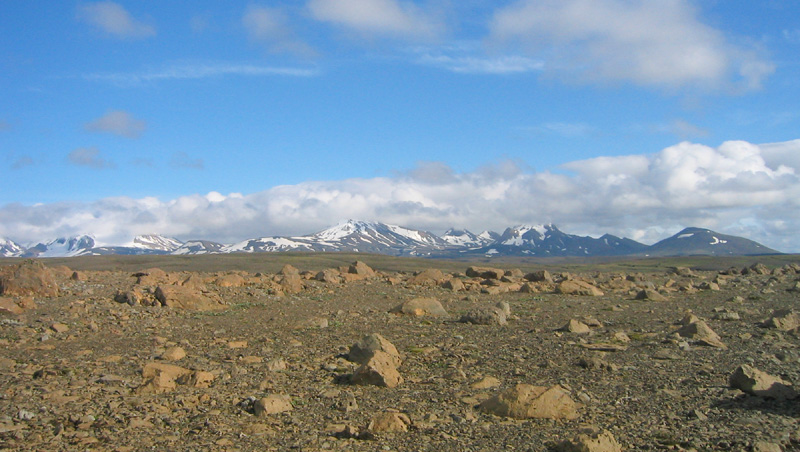
Kerlingarfjöll

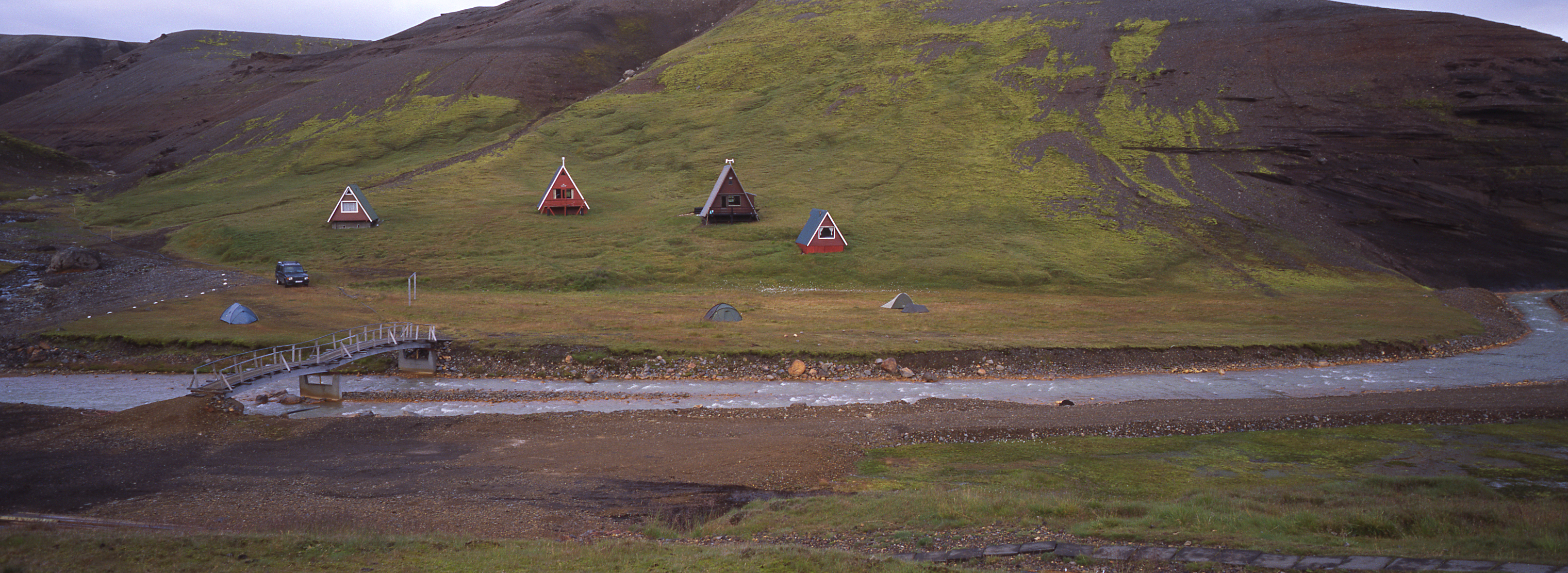
Einige der Hütten

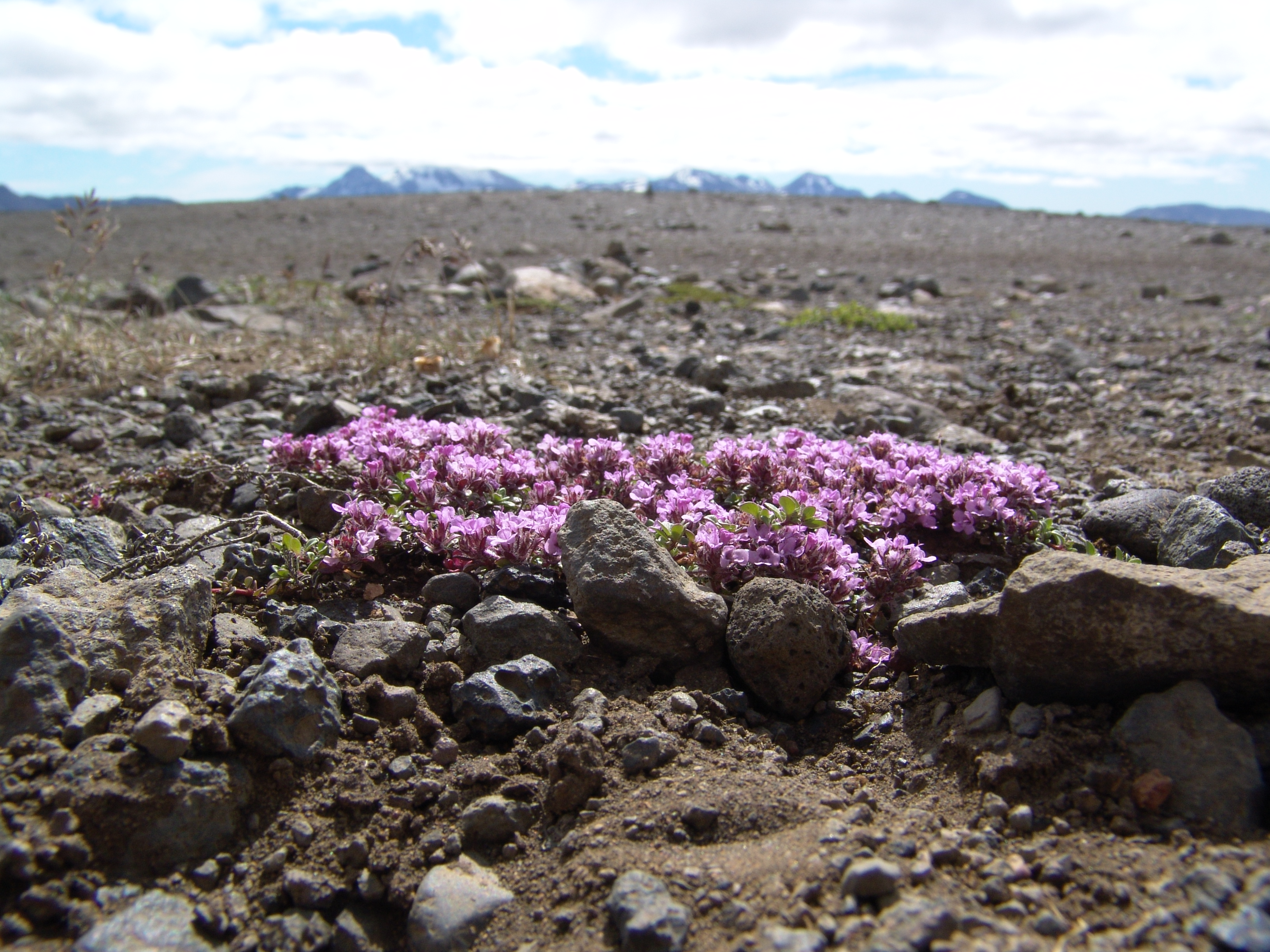
Kerlingarfjöll von der Kjölur aus gesehen, im Vordergrund Frühblühender Thymian

Der Kerlingarfjöll ist ein vulkanischer Gebirgszug in Island und erreicht mit dem Snækollur eine Höhe von 1.477 m.
Die Berge dieses Gebirgszuges liegen im isländischen Hochland ca. 25 km östlich der Kjölur-Route .
In dieses Gebiet führt der Kerlingarfjallavegur .
Vermutlich waren sie einmal Teil des Gletscherschildes Hofsjökull.

## Zur Geologie des Vulkansystems
Das Vulkansystem der Kerlingarfjöll umfasst ca. 100 km2.
Allerdings findet man auch Literatur, die das System dem des Hofsjökull zurechnet.

### Tafelvulkane aus Rhyolith-Gestein
Beim Gebirge der Kerlingarfjöll handelt es sich neueren Forschungen zufolge um Tafelvulkane aus Rhyolith-Gestein, die bei Eruptionen unter Gletschern geformt wurden. Nur zuoberst sind sie bedeckt von Basaltschichten. Ungleich Tafelvulkanen aus Basalt wie etwa der Herðubreið, war Wasser nur in der Anfangsphase der Eruption im Spiel. Der Übergang von der explosiven zur effusiven Eruptionsphase geschah auf dem Trockenen.
Geologen der Universität Harvard verglichen die Systeme der Kerlingarfjöll und des Prestahnjúkur mit Rhyolith-Bergen der Sierra La Primavera, Mexiko. Bei den subglazialen Eruptionen der Kerlingarfjöll wurden zunächst feinkörnige Ascheschichten gebildet, spätere Eruptionsphasen produzierten Lapilli-Tuff-Schichten mittels pyroklastischer Ströme.

### Mögliche Gletscherläufe während der Eiszeit
Der Geologe Bergur Einarsson geht davon aus, dass, als die Kerlingarfjöll noch unter Eis lagen, von ihnen vermutlich bei hydromagmatischen Eruptionen Gletscherläufe ausgegangen seien. Dem widersprechen mehrere Forscher der Universität Harvard. Die Eruptionen hatten ihnen zufolge kein großes Ausmaß. Sie gehen nicht von Gletscherläufen aus. Der Einfluss des Eises scheint ihrer Meinung nach mehr im hydromagmatischen Effekt, dem Zerreißen des Magmas, gelegen zu haben.

### Hochtemperaturgebiet Hveradalir
Heute befindet sich ein Hochtemperaturgebiet in den sog. Hveradalir mit zahlreichen heißen Quellen, Schlammtöpfen, Fumarolen und dampfenden Bächen.

## Ehemaliges Sommerskigebiet
Im Gebiet der Kerlingarfjöll, an den Hängen des Loðmundur, befand sich von den 60er Jahren bis zum Jahre 2000 ein Sommerskigebiet. Die Klimaveränderungen machen Skifahren im Sommer dort unmöglich. Im Winter hingegen ist das Gebiet schwer zugänglich.

## Wandern in den und bei den Kerlingarfjöll
Heute dienen die Hütten im Sommer Touristen und Wanderern als Unterkunft.
Die Hochtäler Hveradalir sind mit Wanderwegen gut erschlossen, die teilweise allerdings Schwindelfreiheit erfordern.
Die Berge Snækollur und Loðmundur können beide von der Nordseite her bestiegen werden.
Zudem führt eine Dreitagestour von Hütte zu Hütte um die Kerlingarfjöll herum. Der Trekkingweg ist 50 km lang. Es wird empfohlen, ihn gegen den Uhrzeigersinn zu begehen. Die erste Tagesetappe führt zunächst nach Südwesten zum Felsen Kerling und von dort zur Hütte am Klakkur. Dabei stehen zwei Wegmöglichkeiten vom Kerling zur Hütte zur Auswahl. Die zweite Etappe führt zur Hütte Kisubotn und vorbei an den Bergen Klakkur, Grákollur und der Schlucht Kisugljúfur. Die Hütte liegt im Tal Kisubotn, der Verlängerung der Schlucht Kisugljúfur. Die dritte Etappe führt von dort zur Nordseite des Loðmundur und zurück zu den Hütten bei den Kerlingarfjöll.

## Weblinks

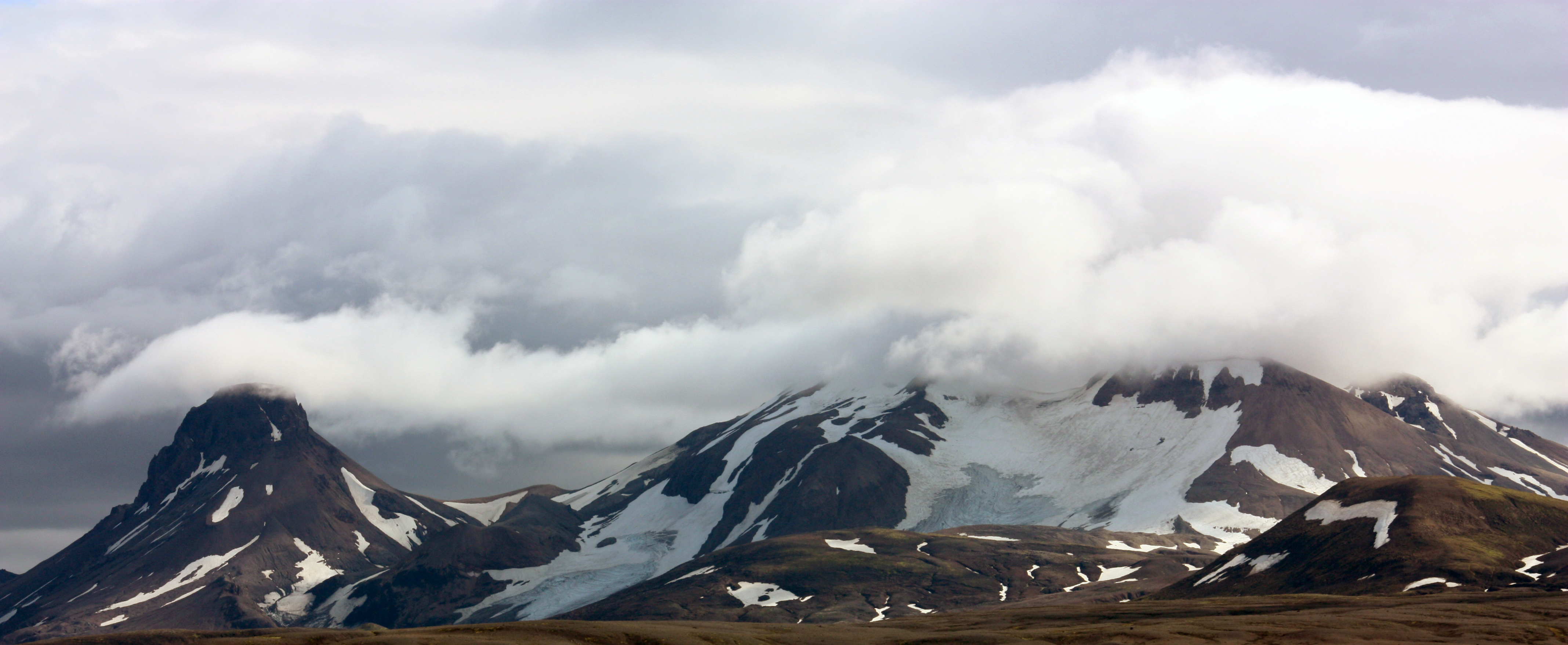
Kerlingarfjöll

### Photos
- Photos

### Wissenschaftliche Beiträge
- Zur Geologie der Kerlingarfjöll, Univ. of Manchester, S. 18 (englisch, PDF-Datei)
- Univ. Harvard: Zu den Eruptionen der Kerlingarfjöll (englisch) bibcode:2007AGUSM.V33B..04S
- Open University: Vulkanausbrüche unter Gletschern, darunter Kerlingarfjöll (englisch)
- Stephanie Flude, e.a.: Subglacial rhyolites from Kerlingarfjoll, Iceland. Geochemical evolution and preliminary eruption ages, Nordic Volcanologic Institute, University of Iceland Reports, 0303, Summer School 2003, p.18 (PDF-Datei, Abstract, englisch; 2,5 MB)

### Andere
- Beschreibung (englisch)